# Henri Glineur
Henri Glineur (* 13. März 1899 in Roux; † 28. Januar 1978 in Jumet) war ein belgischer Kommunist und Politiker, Häftling im KZ Buchenwald und Senator.

## Lebensdaten
Glineur wurde im Jahre 1944 als Häftling in das KZ Buchenwald verbracht. Als Kommunist wurde er Mitglied des Internationalen Lagerkomitees.
Nach der Befreiung von der NS-Herrschaft ging er in seine Heimat zurück, wurde Mitglied im Zentralkomitee der Kommunistischen Partei Belgiens und mit deren Mandat Senator.
Ende 1963 gehörte er zu den Mitbegründern einer maoistischen Splitterpartei in Belgien.